# Chèvre d'Appenzell
Pour les articles homonymes, voir Chèvre (homonymie) et Appenzell (homonymie).
La chèvre d'Appenzell est une race caprine suisse, originaire des cantons d'Appenzell. 

## Origine
Elle provient d'une population de chèvres blanches à poils longs ou courts, commune avec la race saanen. Une sélection distincte a créé la saanen à poils courts et l'appenzell à poils longs.

## Aptitudes
La chèvre d'Appenzell est étroitement associée à certaines traditions locales et autres valeurs culturelles telles que la transhumance.

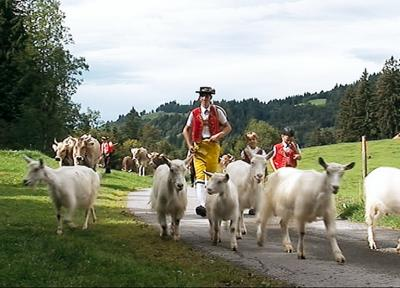
Inalpe, Appenzell, 2008

Généralement non cornue, elle possède une robe blanche et des poils mi-longs. Elle fait partie des races menacées d'extinction.

## Sources